# 教育、文化及科學部
教育、文化及科學部（荷蘭語：Ministerie van Onderwijs, Cultuur en Wetenschappen）是荷蘭的教育部，負責荷蘭教育政策、科學政策、文化政策和荷蘭公共廣播。
除了一位大臣，還設有兩位國務秘書分別負責初等教育及中等教育。

## 職責
荷蘭教育部的任務是「致力於一個聰明、有用及有創造力的荷蘭」。 該部的職責有三大領域：
- 整個教育體系，自幼稚園、初等教育、中等教育至職業訓練和高等教育
- 文化、藝術和公共廣播
- 科學與創新

## 組織

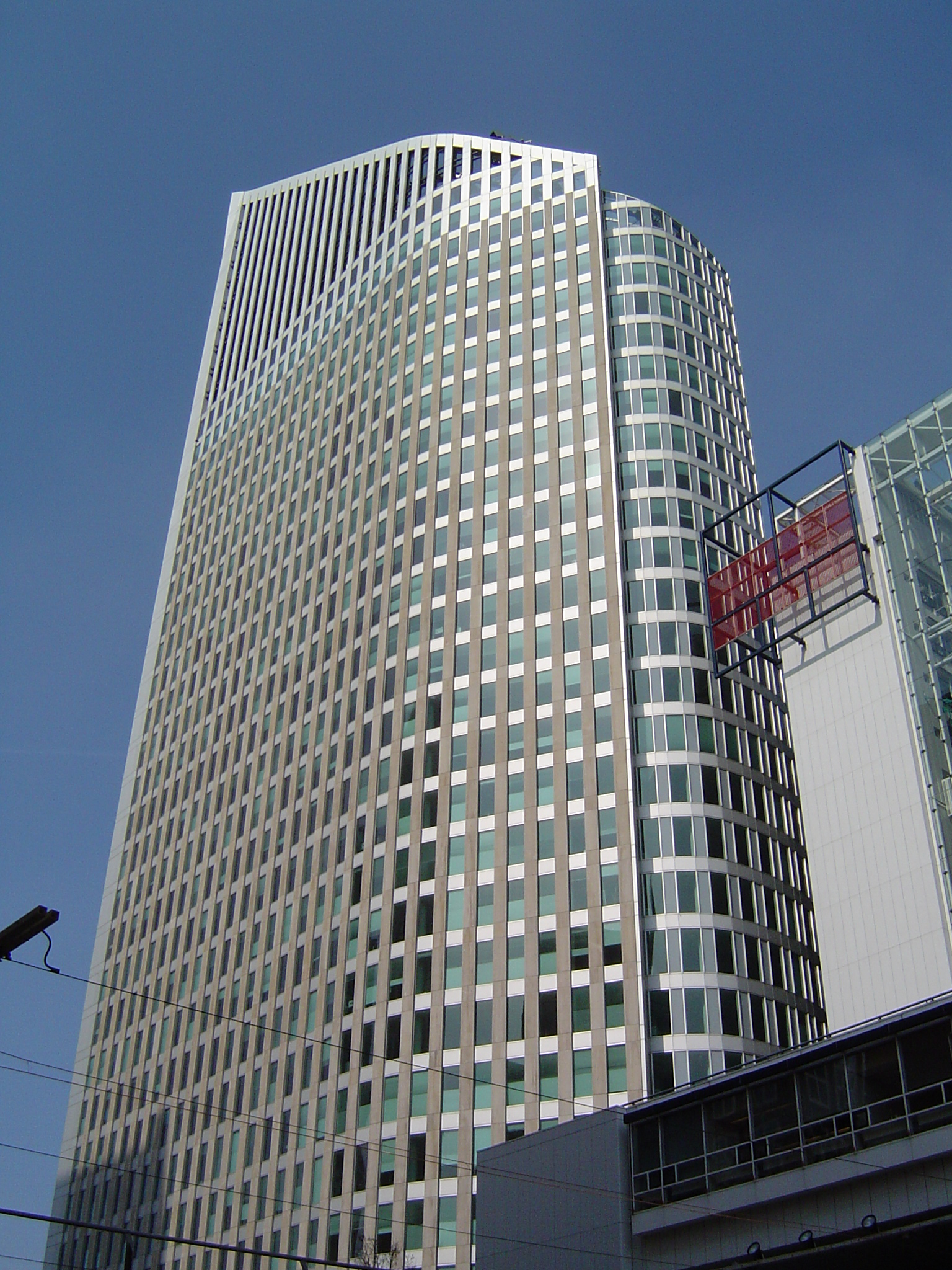
位於海牙的辦公室

教育部有一位大臣及兩位國務秘書。主辦公室位於海牙的天鵝大樓（Hoftoren），是海牙最高的建築物。目前部內共有2,500名公務人員。正副秘書長率領整體公務部門，設有三個總司：
- 高等教育、職業訓練、科學（Hoger onderwijs, Beroepsonderwijs, Wetenschap en Emancipatie）
- 初等及中等教育（Primair en Voortgezet onderwijs）
- 文化及媒體（Cultuur en media）

其他所屬的自治局處有：
- 文化遺產稽查局（Erfgoedinspectie）
- 教育督學局（Inspectie van het onderwijs）
- 國家檔案館（Nationaal Archief）
- 教育理事會（Onderwijsraad）
- 文化理事會（Raad voor Cultuur）
- 資訊管理團（Informatie Beheer Groep）

## 歷史
1918年，荷蘭教育、藝術及科學部自內政及王國關係部獨立。其成立是為了解決宗教及公立學校財政平等的衝突。 在德國佔領時期，教育部改名為「教育、科學及文化保存部」並分出「宣傳及藝術部」。1965年，藝術部併入新成立的「文化、休閒及社會工作部」。1982年，文化部併入「衛生部」。1996年，文化部再度回到教育部。

## 外部連結
- 教育文化及科學部